# الخطافين (فلم)
الخطافين هو فيلم مصري دراما، تم إنتاجه سنة 1972. من بطولة فريد شوقي، نبيلة عبيد، توفيق الدقن، وإخراج حسام الدين مصطفى.

## القصة
يمتلك (جلال أبو المجد) إحدى ورش الخراطة، ويقرر السفر إلى ألمانيا لشراء ماكينات جديدة، لتحديث الورشة ويترك الورشة في رعاية شقيقه الأكبر (شريف)، الذي يتعرف إلى (حسنين) النصاب وشريكته (جينا) اللذين يوهمانه بإتمام صفقة معدات للورشة مقابل 25 ألف جنيه يعتبرها (شريف) مكسبًا، وعند التسليم يكتشف (شريف) أن المعدات ماهي إلا طوب بناء احمر. يقرر (شريف) الانتقام من (حسنين)، و(جينا) بقتلهما واسترداد أمواله، يعود (جلال) من ألمانيا ويحاول مع (شريف) استرداد أمواله.

## القصة كاملة
جلال أبو المجد مهندس يمتلك ورشة خراطة لتصنيع البساتم، ويساعده شقيقه شريف كمحاسب. يسافر جلال إلى ألمانيا للتعاقد على ماكينات حديثة ويترك الورشة لأخيه تحت رعاية صديقه علي صاحب محل قطع الغيار.
حسين عزام نصاب محترف يطلق مساعدته چينا للتعرف بشريف وإقامة علاقة معه في أحد الكباريهات حيث يدفع بعض رجاله للتحرش بشريف ثم يتدخل لمعاونته عليهم، وبالتالي التعرف عليه، ثم يوهمه بصفقة قطع غيار مكسبها 150٪ وثمنها 25 ألف جنيه، يقوم شريف بسحب المبلغ من حساب أخيه جلال بموجب توكيل معه ويشتري الصفقة، ثم يكتشف أن الصناديق بها طوب، وحينما يتوجه للنصاب لإسترداد أمواله، ينال علقة تنتهي به في المستشفى.
يعود جلال ويعلم بما حدث ويقرر استرداد أمواله ويكلف فتوح العامل بالورشة بمراقبة حسين وجمع كل المعلومات عنه.
قام حسين بالنصب على المعلم عطوة في صفقة ثيران أفريقية، ثم بدأ في النصب على تاجر المانيفاتورة فؤاد حسني وبدأت مباحث مكافحة النصب تلتفت إليه.
تعرف جلال على حسين على إنه سعيد الدقرم لص المجوهرات الهارب من البوليس بعد سرقة كبيرة، وقام حسين بإخفاءه في منزل چينا وطلب منها التقرب إليه حتى يحبها ويحضر المجوهرات إلى منزلها، وقد أخبره الدقرم أن المجوهرات لدى مساعده الدباح، والذي قام بدوره صديقه علي تاجر قطع الغيار.
حاولت چينا التقرب من جلال، وعرضت نفسها عليه ولكنه امتنع، مما جعلها تتعلق به وتفتح له قلبها.
قام فيكا أحد رجال حسين بإحضار الدباحلمقابلة جلال، وانفردا في حجرة وضعت فيها چينا جهاز للتسجيل، وبعد خروجهم استمعت للشريط فعلمت أن جلال هو شقيق شريف، ولكنها أخبرت حسين أنها نسيت أن تضغط زر التسجيل، ولم تفش سر جلال.
حاول جلال أن يعرف المكان الذي يخبئ فيه حسين مسروقاته ففشل، فوضع في طريق حسين المجوهرات حتى يراقبه أين سيخبئها ولكنه أيضًا فشل لأن حسين نقل المسروقات لخزينة بالوكر استعدادا للهرب للخارج.
حاول جلال التقرب أكثر من چينا حتى تدله عن مكان مسروقات حسين، ولكنها واجهته بالتسجيل، فأخبرها صادقًا أنه يحبها، وطلب مساعدتها، فتحايلت على حسين حتى رأت الخزينة الحديدية فأخبرت جلال الذي أحضر صبيانه بإسطوانة أكسچين لفتح الخزينة، بينما عرض حسين المجوهرات على الجواهرجي الذي اخبره أنها مزيفة.
نجح جلال في فتح الخزينة والحصول على نقوده، ولكن وصل حسين ورجاله ووصل شريف ودارت معركة أطلق فيها حسين النار، فأصاب چينا التي تمكنت من التقاط المسدس من على الأرض، وأطلقت النار على حسين، فأردته قتيلا وكانت نهاية الخطافين.

## بطولة
| - فريد شوقي: جلال - نبيلة عبيد: جينا - توفيق الدقن: حسين عزام - يوسف فخر الدين: شريف - سهير زكي - كنعان وصفي:علي | - الطوخي توفيق:فيكا - عفاف وجدي - مختار السيد - سمير ولي الدين:المعلم عطوة - أحمد أبو عبية:العامل فتوح | - فاروق علي - نادية عبد السلام - زهير شلبي:فؤاد حسني - أدمون تويما:الجواهرجي - ربيع كنعان وصفي: طفل |

## إداريون
| - محمود أبو زيد: قصة وسيناريو وحوار - حسام الدين مصطفى: مخرج - أحمد السبعاوي: مساعد المخرج - نجيب إسكندر: مساعد مخرج ثان - كمال كريم: مدير التصوير | - سمير فرج: المصور - جميل عبد الرحمن: مساعد المصور - عبد العزيز فخري: مونتاج - محمد الطباخ: مركب الفيلم - وداد راغب: نيجاتيف | - كمال عبد الله: مهندس الصوت - علي حامد: مسجل الصوت - محمود صلاح الدين: مساعد الإنتاج - عاطف رزق: مساعد الإنتاج - مخلص شافعي المحامي: منتج منفذ | - محمد بكر: مصور فوتوغرافيا - نجيب خوري: منسق المناظر - حلمي عزب: مهندس المناظر - الشحري: المقدمة | - ستديو الأهرام: الطبع والتحميض - حمدي حلمي: مدير المعمل - رفعت النحاس: ريجسير - عادل السكرى: مساعد ريجسير |